# Psicología matemática

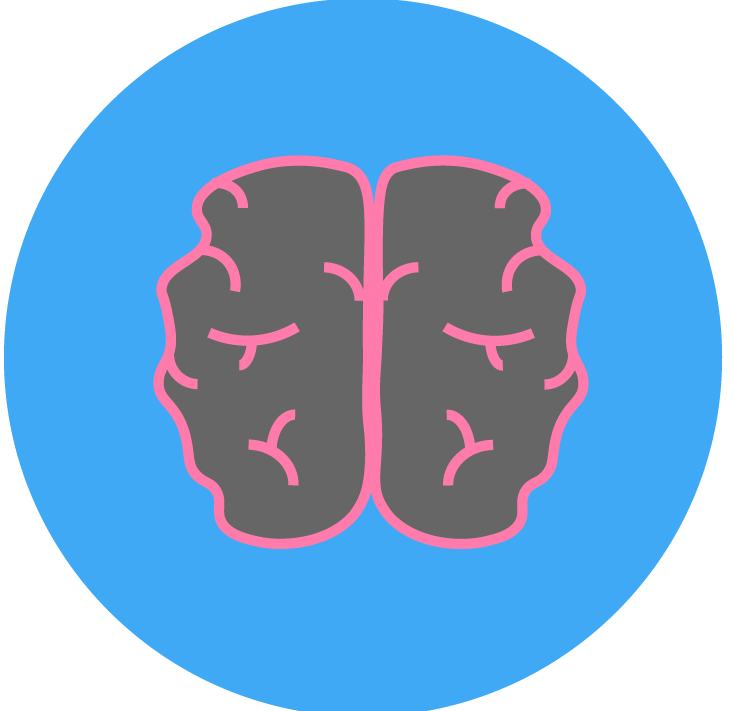
Cerebro icono plano

La psicología matemática es una aproximación a la investigación psicológica que se basa en modelos matemáticos de los procesos perceptibles, cognitivos y motrices. También implica el establecimiento de reglas que relacionen las características cuantificables de un estímulo con el comportamiento cuantificable" es a menudo constituido por "ejecución de la tarea".
Como la cualificación de la conducta es fundamental en esta tarea, la teoría de la medición es un tema central para la psicología matemática. En consecuencia, la psicología matemática está estrechamente relacionada con la psicometría. Sin embargo, la psicometría se refiere a las diferencias individuales (o estructuras de la población) en variables en su mayoría estáticas, mientras que la psicología matemática se centra en los modelos de procesos de percepción, cognición y motrices a partir del estudio de la "persona promedio". Por otra parte, mientras que la psicometría investiga la estructura de dependencia estocástica entre las variables, como se observa en la población, la psicología matemática se centra casi exclusivamente en el modelado de los datos obtenidos a partir de paradigmas experimentales. Está por lo tanto aún más estrechamente relacionada con la psicología experimental y cognitiva. Al igual que la neurociencia computacional y la econometría, la teoría de la psicología matemática a menudo utiliza optimizan estadística como principio rector, suponiendo que el cerebro humano ha evolucionado para resolver problemas de forma optimizada. Temas centrales de la psicología cognitiva y sus consecuencias son importantes en el análisis riguroso de la psicología matemática.
Los psicólogos matemáticos trabajan en muchos campos de la psicología, especialmente en psicofísica, sensación, percepción, teoría de la decisión, memoria, psicolingüística y aprendizaje, todas ellas ramas de la psicología cognitiva. También trabajan en psicología social y clínica.  

## Historia
El modelado matemático se origina en el siglo XIX con Heinrich Weber (1795-1878) y Gustav Fechner (1801-1887), quienes se encuentran entre los primeros en aplicar con éxito técnicas matemáticas de ecuaciones funcionales de la física a los procesos psicológicos. Ellos originaron el campo de la psicología experimental y el de la psicofísica.

### sigloXX
En los Estados Unidos, el conductismo surgió en oposición a la investigación introspectiva, y el foco de la investigación psicológica se volcó  por completo a la teoría del aprendizaje. En Europa la introspección sobrevivió con la escuela de la Gestalt. El conductismo dominó la psicología americana hasta el final de la Segunda Guerra Mundial, y en gran parte se abstuvo de realizar inferencias sobre los procesos mentales. Las teorías formales estaban generalmente ausentes, excepto para la visión y la audición. Durante la guerra los desarrollos en la ingeniería, la lógica matemática, las ciencias de la computación y las matemáticas reunieron a psicólogos experimentales, matemáticos, ingenieros, físicos, y economistas en una mezcla de diferentes disciplinas en la cual la psicología matemática surgió. Sobre todo, la evolución de los procesamientos de señales, la teoría de la información, la teoría de juegos, los procesos estocásticos y la lógica matemática ganaron influencia sobre el pensamiento psicológico.
Dos documentos fundamentales sobre la teoría del aprendizaje, en la revista Psychological Review, ayudaron a establecer el campo en un mundo que estaba todavía dominado por los conductistas. Un documento de Bush y Mosteller investigaba el enfoque de operadores lineales para el aprendizaje, y un documento por Estes  inició la tradición del muestreo de estímulos en la teorización psicológica. Estos dos trabajos presentaron la primera rendición de cuentas formales y detalladas de los datos de experimentos de aprendizaje.